# Girls' Generation (album 2011)
Girls' Generation è l'album di debutto in Giappone (il terzo complessivo) del gruppo coreano Girls' Generation (giapponese: Shōjo Jidai 「少女時代」), pubblicato il 1º giugno 2011 in Giappone sotto l'etichetta discografica Nayutawave Records. L'album è stato distribuito originariamente in tre differenti versioni. 
Per promuovere l'album, il gruppo è andato in tour per la prima volta in Giappone (1st Japan Arena Tour).
Inoltre, l'album si è classificato al 18º posto nella Spin magazine's Top 20 Pop Albums of 2011, che ha reso Girls' Generation l'album più venduto e l'album meglio classificato di un gruppo coreano.

## Antefatti
Dopo aver distribuito tre singoli nel mercato giapponese, ovvero Tell Me Your Wish (Genie), Gee e Mr. Taxi, si era sparsa voce che le Girls' Generation avrebbero pubblicato il primo studio album giapponese.
Il 13 maggio 2011 il sito ufficiale delle Girls' Generation postò un'immagine scrivendo che "GRANDI NOTIZIE" sarebbero state annunciate il 16 maggio.
Il 16 maggio, quasi nove mesi dopo il loro debutto in Giappone (25 agosto 2010), le Girls' Generations rivelarono il loro primo album giapponese, con titolo Girls' Generation, con la lista delle canzoni disponibile al più presto.

## Descrizione
L'album è stato originariamente commercializzato in tre differenti edizioni: Deluxe First Press Edition, Limited Period Edition e Regular Edition. La Repackaged Edition è stata pubblicata successivamente.
La Deluxe First Press Edition contiene il CD, una piccola borsa, un album fotografico di 40 pagine, un poster e un DVD contenente il video musicale originale di Mr.Taxie, il video musicale della Dance Version di Mr.Taxi, e anche i video di Genie e Gee (Jap).
La Limited Period Edition contiene il CD, un album fotografico di 32 pagine, un poster (diverso da quello della Deluxe) e un DVD contenente il video musicale originale di Mr.Taxie e anche i video di Genie e Gee (Jap).

## Promozione
I brani Mr. Taxi e Let It Rain sono stati usati per varie versioni dello spot per la Lipton, dove le protagoniste sono le Girls' Generation.

## Successo commerciale
I pre-ordini cominciarono già in diversi negozi online. Su Amazon Japan vennero vendute molte unità della Deluxe Edition che divenne presto la più ordinata mentre la Limited Edition si classificò 5ª. In diversi negozi di musica giapponesi, Girls' Generation divenne il più ordinato con oltre 500,000 unità in attesa di essere vendute.
L'album si classificò primo anche nella Oricon Daily Album Chart con un numero di unità vendute pari a 73,583 copie, che fece diventare le Girls' Generation il primo gruppo straniero che andò in testa alla classifica il giorno della pubblicazione.
Secondo Oricon, l'album ha venduto 231,553 copie nella prima settimana, piazzandosi primo nella Oricon Weekly Album Chart, superando il record delle vendite della prima settimana dal debutto dell'album per un artista straniero (record precedentemente ottenuto dalla SM Entertainment con la canzone Listen to My Heart di BoA.
Un mese dopo la pubblicazione dell'album, Oricon riportò una vendita totale di 411,972 copie, piazzandosi seconda nella Oricon Monthly Album Chart per il mese di giugno e diventando il 5º album più venduto in Giappone nel 2011 secondo le classifiche Oricon. Come conseguenza della loro crescente popolarità, le Girls' Generation diventano le artiste straniere più pagate in Giappone nella prima metà del 2011.
Il 19 dicembre 2011 Oricon riporta che Girls' Generation ha venduto 642,054 copie nel 2011, valevole della 5ª posizione nella Oricon Yearly Album Chart,. Fatto che supera il precedente record di 569,530 copie vendute e la 7ª posizione ottenuta nel 2010 dalla band TVXQ's Best Selection 2010, sempre dell'etichetta discografica SM Entertainment, e che rende Girls' Generation l'album più venduto e l'album meglio classificato da un gruppo coreano nella storia di Oricon.
Il 14 gennaio 2012, la RIAJ certifica il triplo disco di platino per aver venduto oltre 750 000 copie.

## Tracce
1. Mr. Taxi – 3:33 (testo: STY – musica: STY, Scott Mann, Chad Royce, Paolo Prudencio, Allison Veltz)
2. Genie (Japanese Version) – 3:42 (testo: Kanata Nakamura, Yoo Young-jin – musica: Fridolin Nordso Schjoldan, Nermin Harambasic, Robin Jensen, Ronny Svendsen, Anne Judith Wik, Yoo Young-jin)
3. You-aholic – 3:29 (testo: STY – musica: STY, Lindy Roberts, Evan Bogart, Greg Ogan, Spencer Nezey)
4. Run Devil Run (Japanese Version) – 3:21 (testo: Kanata Nakamura, Hong Ji-Yu – musica: Alex James, Michael Busbee, Kalle Engström)
5. Bad Girl – 3:44 (testo: Hiro – musica: Hiro, Jörgen Elofsson, Jesper Jakobson, Lauren Dyson)
6. Beautiful Stranger – 2:42 (testo: Hiro – musica: Hiro, Leah Haywood, Daniel James, Carl Sturken, Evan Rogers)
7. I'm in Love with the Hero – 2:48 (testo: Kanata Nakamura – musica: Leah Haywood, Daniel James, Kevin Christopher Ross, Bret Carlson Puchir)
8. Let It Rain – 3:40 (testo: Hiro – musica: Hiro, Love, Habolin)
9. Gee (Japanese Version) – 3:21 (testo: Kanata Nakarume, E-Tribe – musica: E-Tribe)
10. The Great Escape – 3:49 (testo: STY – musica: STY, Andre Merritt, Evan Bogart, Greg Ogan, Spencer Nezey)
11. Hoot (Japanese Version) – 3:17 (testo: Kanata Nakamura, John Hyunkyu Lee – musica: Alex James, Lars Halvor Jensen, Martin Michael Larsson)
12. Born to Be a Lady – 3:56 (testo: Kanata Nakamura – musica: Leah Haywood, Daniel James, Shelly Peiken)

## Classifiche
| Classifica (2011) | Posizione massima |
| ----------------- | ----------------- |
| Giappone          | 1                 |

## Girls' Generation ~The Boys~
Una versione repackaged dell'album, intitolata Girls' Generation ~The Boys~, è stata pubblicata il 28 dicembre 2011.

### Descrizione
Il 7 dicembre 2011 viene annunciato che verrà pubblicato una versione re-packaged dell'album: la Repackaged Edition contiene il remake in lingua giapponese di The Boys, una nuova canzone intitolata Time Machine, e i remix di Mr. Taxi (realizzato da Steve Aoki), The Great Escape (realizzato da Brian Lee), e Bad Girl in featuring con Dev e The Cataracs. 
È incluso anche un DVD contenente i videoclip di The Boys (English version) e Bad Girl.

### Tracce
1. The Boys (Japanese Version) – 3:51
2. The Great Escape (Brian Lee Remix) – 4:57
3. Bad Girl (feat. Dev) (The Cataracs Remix) – 4:30
4. Time Machine – 3:58
5. Mr. Taxi – 3:33
6. Genie (Japanese Version) – 3:42
7. Gee (Japanese Version) – 3:21
8. I'm in Love with the Hero – 2:48
9. Hoot (Japanese Version) – 3:17
10. Let It Rain – 3:40
11. Beautiful Stranger – 2:42
12. You-aholic – 3:29
13. Run Devil Run (Japanese Version) – 3:21
14. Born to Be a Lady – 3:56
15. Mr. Taxi (Steve Aoki Remix) – 5:08

## Date di pubblicazione
| Nazione       | Data             | Edizione                                                          | Formato | Etichetta discografica |
| ------------- | ---------------- | ----------------------------------------------------------------- | ------- | ---------------------- |
| Giappone      | 1º giugno 2011   | Deluxe First Press Edition Limited Period Edition Regular Edition | CD      | Nayutawave Records     |
| Taiwan        | 17 giugno 2011   | Deluxe First Press Edition Limited Period Edition Regular Edition | CD      | Universal Music Taiwan |
| Corea del Sud | 13 luglio 2011   | Deluxe First Press Edition Limited Period Edition Regular Edition | CD      | S.M. Entertainment     |
| Filippine     | 29 ottobre 2011  | Deluxe First Press Edition Limited Period Edition Regular Edition | CD      | MCA Music              |
| Giappone      | 28 dicembre 2011 | Repackaged Edition                                                | CD      | Nayutawave Records     |